# Stigmella progonopis
Stigmella progonopis là một loài bướm đêm thuộc họ Nepticulidae. Nó được tìm thấy ở New Zealand.
Chiều dài cánh trước khoảng 3 mm. Con trưởng thành bay vào tháng 1 và tháng 2. Có một lứa một năm.
Ấu trùng ăn Dracophyllum traversii, Dracophyllum longifolium, Dracophyllum menziesii và Gaultheria crassa. Chúng ăn lá nơi chúng làm tổ. 